# Kisrákos
Kisrákos község Vas vármegyében, a Körmendi járásban.

## Fekvése
Vas vármegye délkeleti részén, az Őrségben fekvő település.
Körmendtől 30, Nagyrákostól 6, Őriszentpétertől 8, Szalafőtől 14 kilométer távolságra található. A legközelebbi települések: Viszák (2,5 kilométer) és Pankasz (2,5 kilométer); Pankaszon található a legközelebbi vasútállomás is, a Bajánsenye–Zalaegerszeg–Ukk–Boba-vasútvonalon.
Közigazgatási területét egy rövid szakaszon a Zalalövő-Őriszentpéter közt húzódó 7411-es út is érinti, de a település lakott területén csak a Pankasz-Ivánc közötti 7449-es út halad keresztül.

## Története
Szeres település. A Denke-patak környéki dombokra települt házak sorából alakult ki.
Az egyes „szerek” elnevezései a dombokra települt házak lakóinak nevéből alakultak ki.

## Közélete

### Polgármesterei
- 1990–1994: Könye Dezső (független)[2]
- 1994–1998: Könye Dezső (független)[3]
- 1998–2002: Könye Dezső (független)[4]
- 2002–2006: Bita Győző (független)[5]
- 2006–2010: Bita Győző (független)[6]
- 2010–2014: Bita Győző (független)[7]
- 2014–2019: Könyéné Szölke Erzsébet (független)[8]
- 2019–2024: Könyéné Szölke Erzsébet (független)[9]
- 2024– : Subosits Gábor (független)[10]

## Népesség
A település népességének változása:
| Lakosok száma | 203  | 200  | 186  | 165  | 160  | 157  | 161  |
|               | 2013 | 2014 | 2015 | 2021 | 2022 | 2023 | 2024 |

A 2011-es népszámlálás során a lakosok 67,3%-a magyarnak, 0,5% szlovénnek, 0,5% németnek, 0,5% cigánynak mondta magát (32,7% nem nyilatkozott; a kettős identitások miatt a végösszeg nagyobb lehet 100%-nál). A vallási megoszlás a következő volt: római katolikus 25,7%, református 26,7%, evangélikus 4%, felekezet nélküli 4,5% (38,1% nem nyilatkozott).
2022-ben a lakosság 93,8%-a vallotta magát magyarnak, 5% németnek, 0,6% horvátnak, 3,8% egyéb, nem hazai nemzetiségűnek (5% nem nyilatkozott; a kettős identitások miatt a végösszeg nagyobb lehet 100%-nál). Vallásuk szerint 33,1% volt református, 28,8% római katolikus, 4,4% evangélikus, 0,6% izraelita, 1,3% egyéb katolikus, 2,5% felekezeten kívüli (29,4% nem válaszolt).

## Nevezetességei
- Református templom
- Hősi emlékmű